# Штубенберг-ам-Зе

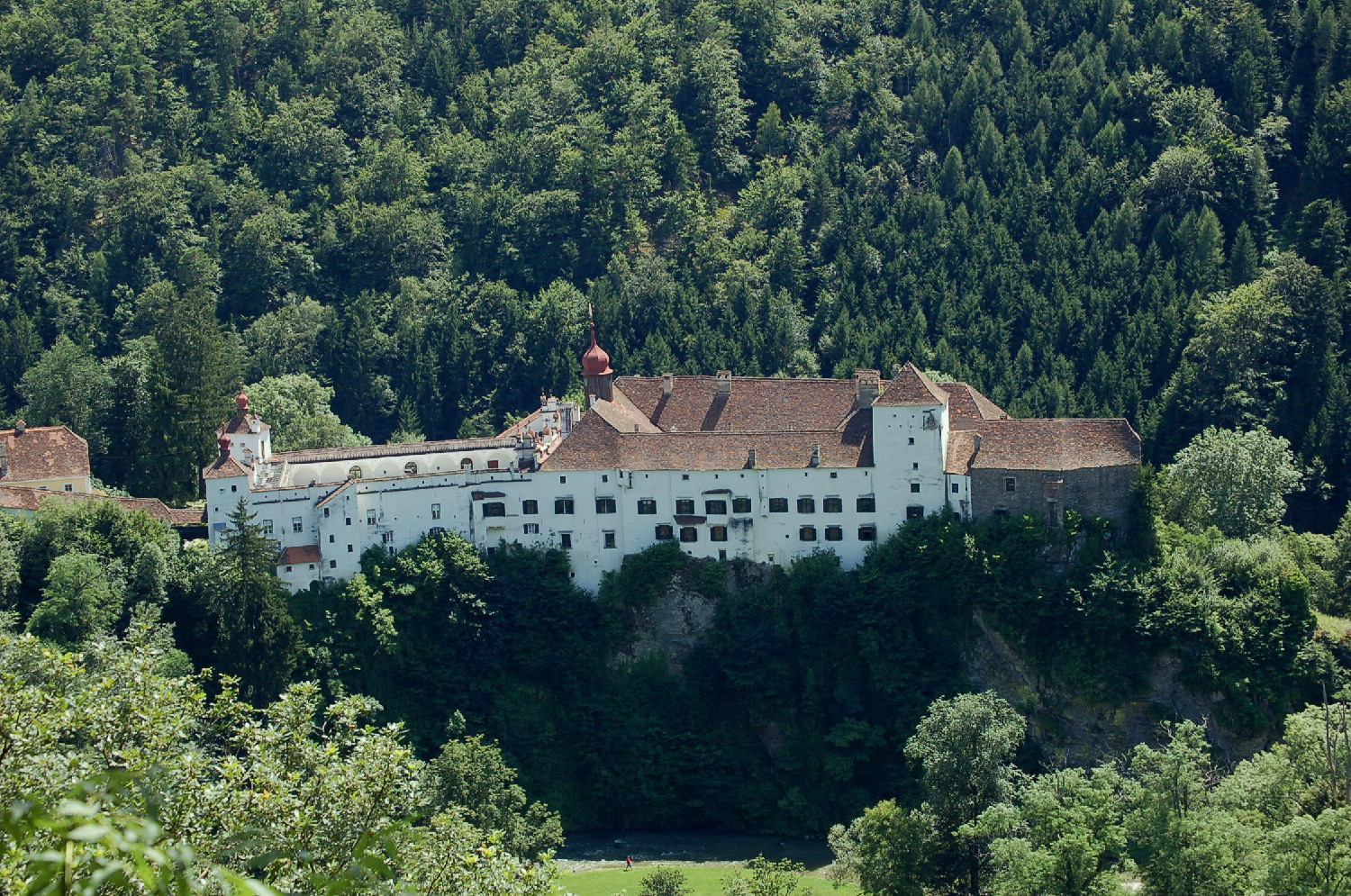
Замок

Штубенберг-ам-Зе ( Stubenberg am See) — коммуна в Австрии, в федеральной земле Штирия.
Входит в состав округа Хартберг. Население составляет 2253 человека (на 31 декабря 2005 года). Занимает площадь 32,56 км². Официальный код — 6 07 43.

## Политическая ситуация
Бургомистр коммуны — Франц Хофер (АНП) по результатам выборов 2005 года.
Совет представителей коммуны (нем. Gemeinderat) состоит из 15 мест.
- АНП занимает 9 мест.
- СДПА занимает 3 места.
- Партия Pro Stubenberg занимает 3 места.